# Иговка
Иговка (бел. Iгаўка) — агрогородок в Рассветовском сельсовете Добрушского района Гомельской области Республики Беларусь.

## География
В 9 км на юго-восток от районного центра Добруш и железнодорожной станции в этом городе, в 34 км от Гомеля.

## Транспортная система
Рядом автодорога Красный Партизан — Добруш. В населённом пункте 238 жилых домов (2015 год). Планировка состоит из прямолинейной улицы, с широтной ориентацией. Застройка двухсторонняя, деревянными домами усадебного типа.

## История
Согласно письменным источникам, известна с XIX века как селение Гомельского повета Могилёвской губернии. В 1897 году рядом находился фольварок. В 1909 году в Кормянской волости Гомельского повета.
В 1931 году жители деревни вступили в колхоз.
Во время Великой Отечественной войны в сентябре 1943 года оккупанты полностью сожгли деревню. На фронтах и в партизанской борьбе погибли 79 жителей деревни. В память о погибших в 1971 году поставлены 2 пилона и стела с мемориальными досками с именами погибших.
Центр агрокомбината «Новый путь». Размещены межхозяйственная агрохимлаборатория, средняя школа, Дом культуры, фельдшерско-акушерский пункт, детский сад-ясли, отделение связи.
В 1974 году в деревню переселились жители посёлков Лески-1 и Лески-2, в 1976 году жители Зари Новой Жизни.
В 2010 году деревня Иговка преобразована в агрогородок.      

## Население
Численность населения агрогородка Иговка составляет 659 человек, из них: детей 0-15 лет — 129, трудоспособного населения — 451 человек, пенсионеров — 79.

### Численность
- 2015 год — 238 дворов, 659 жителей

### Динамика
- 1897 год — 34 жителя
- 1940 год — 74 двора, 328 жителей
- 1959 год — 174 жителя (согласно переписи)
- 2004 год — 207 дворов, 601 житель
- 2015 год — 238 дворов, 689 жителей

- 2024 год — 298 дворов, 972 жителей

## Культура
- Дом культуры

## Достопримечательность
- Военный мемориал

## Галерея

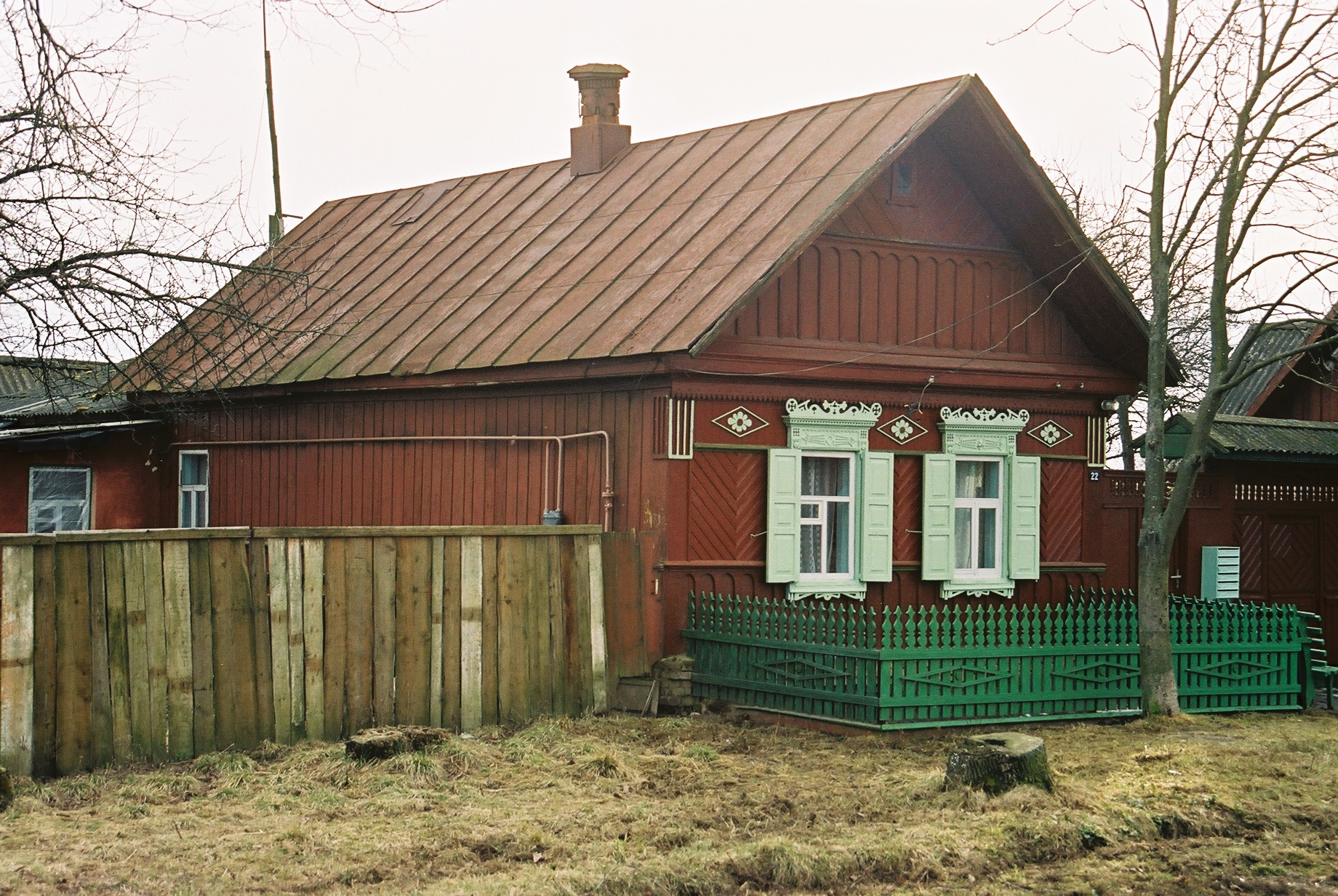
Дом в Иговке
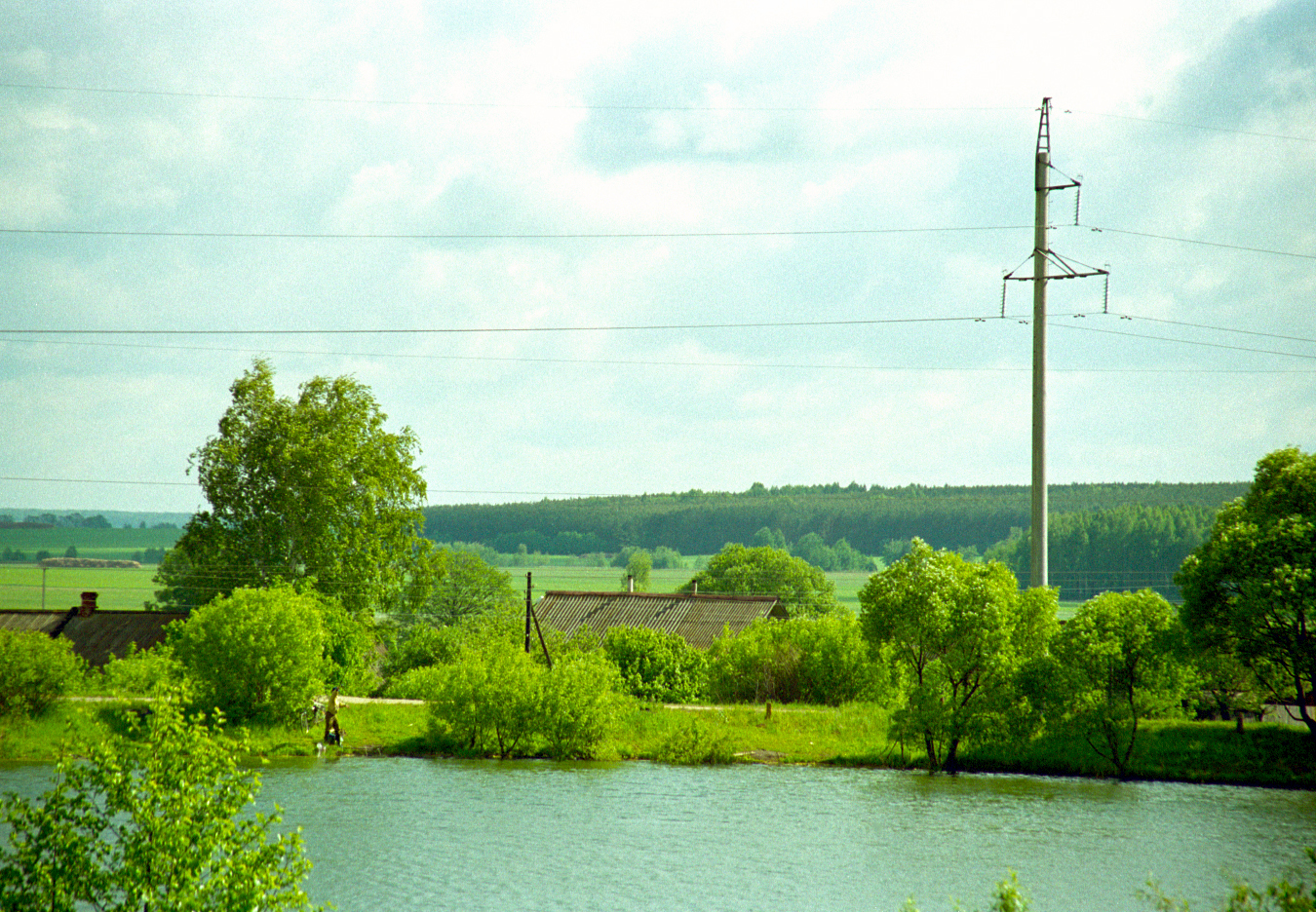
Озеро
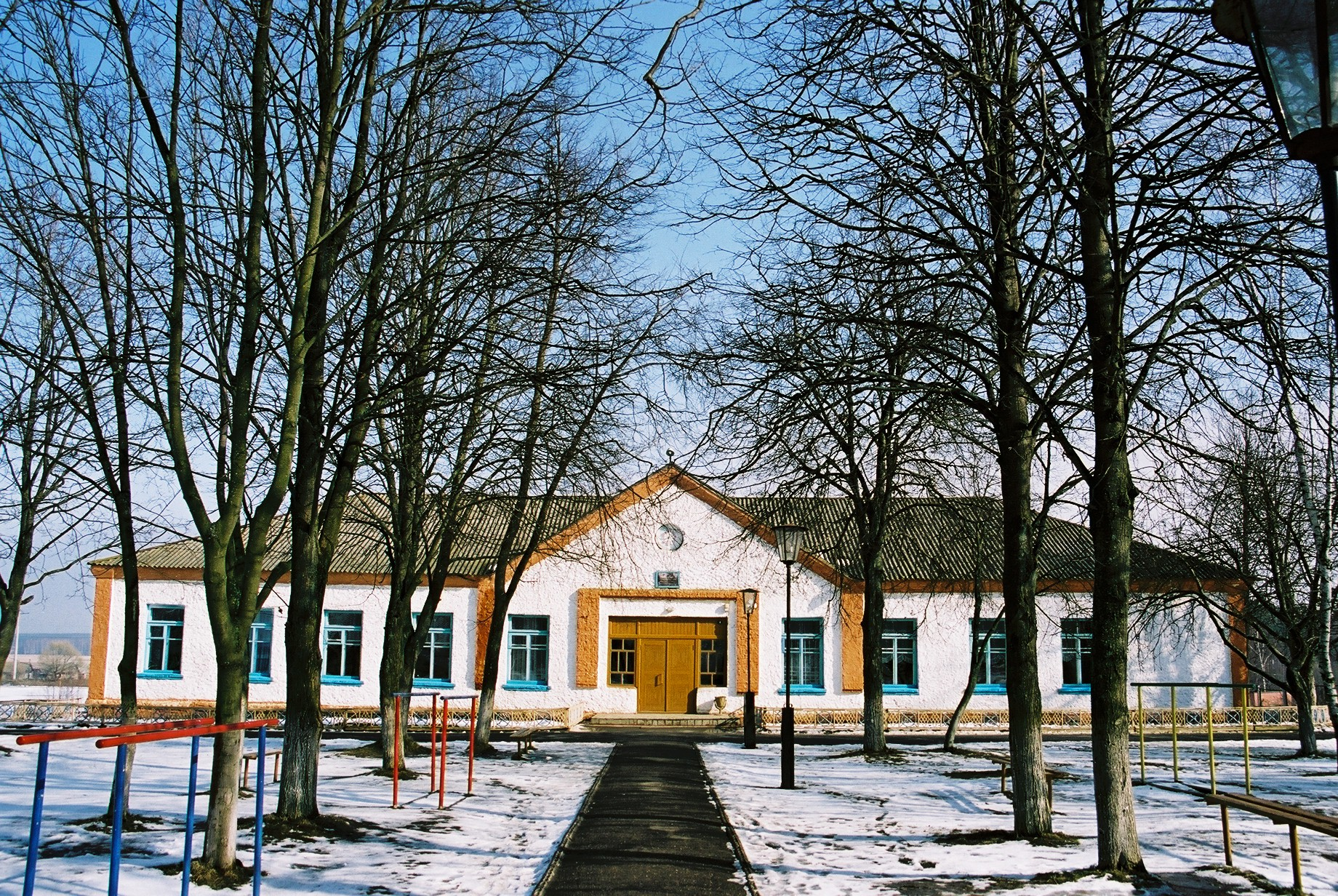
Школа
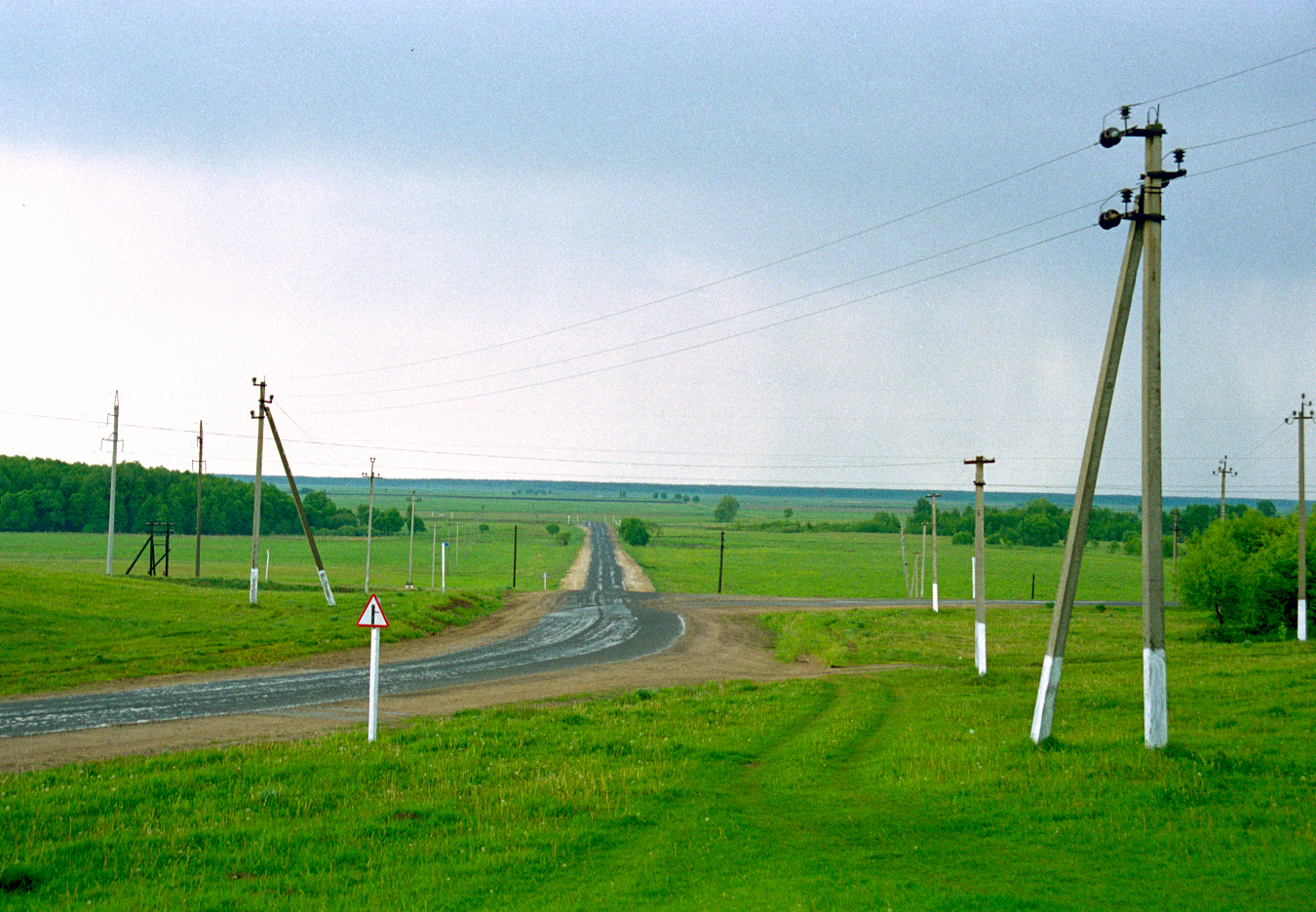
Дорога